# Fredrik André Bjørkan
Fredrik André Bjørkan (Bodø, 21 de agosto de 1998) es un futbolista noruego que juega de defensa en el F. K. Bodø/Glimt de la Eliteserien.

## Selección nacional
Bjørkan fue internacional sub-18 y sub-21 con la selección de fútbol de Noruega. El 6 de junio de 2021 debutó con la absoluta en un amistoso que perdieron por 1-2 ante Grecia.

## Clubes
| Club               | País         | Año       |
| ------------------ | ------------ | --------- |
| F. K. Bodø/Glimt   | Noruega      | 2015-2021 |
| Hertha Berlín      | Alemania     | 2022-2023 |
| Feyenoord (cedido) | Países Bajos | 2022-2023 |
| F. K. Bodø/Glimt   | Noruega      | 2023-     |

## Palmarés

### Títulos nacionales
| Título      | Club             | País         | Año  |
| ----------- | ---------------- | ------------ | ---- |
| Eliteserien | F. K. Bodø/Glimt | Noruega      | 2020 |
| Eliteserien | F. K. Bodø/Glimt | Noruega      | 2021 |
| Eredivisie  | Feyenoord        | Países Bajos | 2023 |
| Eliteserien | F. K. Bodø/Glimt | Noruega      | 2023 |
| Eliteserien | F. K. Bodø/Glimt | Noruega      | 2024 |